# Marie-Jeanne L'Héritier
Marie-Jeanne L'Héritier de Villandon (París, 12 de noviembre de 1664-24 de febrero de 1734) fue una escritora francesa, aristócrata y salonnière de finales del siglo XVII, y sobrina de Charles Perrault.

## Biografía
Publicó tres cuentos de hadas al principio de su carrera. Aunque después escribió poco más, esto marcó el principio de la moda de los cuentos de hadas Précieuses, publicando el primero en 1696 un año antes que su tío, Charles Perrault, el famoso autor de Les Contes de ma Mère l'Oye (Cuentos de Mamá Ganso). Gran amiga y protegida de Madeleine de Scudéry, la participación de L'Héritier en el género de los cuentos de hadas reflejaba su implicación en la escena de los salones franceses. Como ella, muchas de sus amigas y salonnières de la época, como Madame d'Aulnoy y Henriette-Julie de Murat, fueron muy importantes durante el inicio del género de cuentos de hadas, junto al mismo Perrault. L'Héritier heredó el salón de Scudéry cuando esta murió en 1701.

## Obras

### Cuentos de hadas
- Marmoisan (El Prometido Prohibido: Servicio del hogar). Un cuento literario clasificado en el Índicie Aarne-Thompson-Uther como ATU 884Un.[5]
- Ricdin-Ricdon - Clasificado como ATU 500 este sería un predecesor literario a "El Nombre del Ayudante" semejante a Rumplestiltskin